# ایر وایتساندی
ایر وایتساندی (به انگلیسی: Air Whitsunday) یک شرکت هواپیمایی است. این شرکت هواپیمایی به ۶مقصد، پرواز مستقیم انجام می‌دهد.